# Структурата на научните революции
Структурата на научните революции (на английски: The Structure of Scientific Revolutions) е философско произведения на Томас Кун, публикувано през 1962 и допълнено през 1970.
Това съчинение се смята за най-значителния принос на Кун към философията на науката. Авторът разглежда науката едновременно като начина, по който се развиват научните идеи и като социален феномен. Той обосновава теорията си като се опира на многобройни факти и примери от История на науките. Кун въвежда понятието научна парадигма и преосмисля идеята за научна революция; представя ново виждане за научния прогрес и разграничава нормална наука от екстраординарна наука.
Според Кун развитието на научните идеи е динамичен процес, който се извършва в две последователни фази. В първата фаза на нормалната наука -- фаза на плавно развитие -- научните идеи се обогатяват въз основа на приемственост спрямо съществуващите дотогава възгледи и методи. Втората фаза на научната революция -- фаза на разрив -- е преход към качествено ново състояние на науката, при което се отхвърлят господстващите възгледи и начини на работа.